# Deron Williams
Deron Michael Williams (Parkersburg, Virginia Occidental, 26 de junio de 1984) es un exjugador de baloncesto estadounidense que disputó doce temporadas en la NBA. Mide 1,91 metros y jugaba de base.

## Trayectoria deportiva

### Universidad
Williams comenzó su andadura en el baloncesto universitario en 2002, incorporándose al equipo de la Universidad de Illinois. En su primer año fue titular en 30 de los 32 partidos, acabando en tercera posición del ranking de los mejores pasadores de su Conferencia, la Big Ten. En su segundo año mejoró su promedio anotador de 6,3 a 14 puntos, pasando a liderar al equipo en esta apartado, y mejoró su porcentaje de asistencias, pasando a dar 6,1 por partido. Fue elegido en el mejor quinteto de su conferencia tanto por los entrenadores como por la prensa especializada.
En 2005 llevó a su equipo a la Final de la NCAA, donde perdieron ante la Universidad de Carolina del Norte. Al acabar la temporada, y un año antes de finalizar su carrera universitaria, se declaró elegible para el Draft de la NBA.

#### Estadísticas
| Año     | Equipo   | PJ  | PT | MPP  | %TC  | %3P  | %TL  | RPP | APP | ROB | TPP | PPP  |
| ------- | -------- | --- | -- | ---- | ---- | ---- | ---- | --- | --- | --- | --- | ---- |
| 2002-03 | Illinois | 32  | 30 | 27.1 | .426 | .354 | .533 | 3.0 | 4.5 | 1.4 | .2  | 6.3  |
| 2003-04 | Illinois | 30  | 29 | 33.9 | .408 | .394 | .787 | 3.2 | 6.2 | 1.0 | .3  | 14.0 |
| 2004-05 | Illinois | 39  | 39 | 33.7 | .433 | .364 | .677 | 3.6 | 6.8 | 1.0 | .2  | 12.5 |
| Total   | Total    | 101 | 98 | 31.7 | .422 | .374 | .685 | 3.3 | 5.9 | 1.1 | .2  | 11.0 |

### Profesional
Fue elegido en la tercera posición del Draft de la NBA de 2005 por los Utah Jazz, por detrás del australiano Andrew Bogut y de Marvin Williams. Comenzó su primera temporada como profesional desde el banquillo, aunque poco a poco fue entrando en el quinteto titular del equipo mormón. Terminó su temporada de novato con 10,8 puntos y 4,5 asistencias, lo que hizo que fuera elegido en el mejor quinteto de rookies del año.
Deron comenzó la temporada 2006-07 como titular, y los Jazz tuvieron el mejor arranque de su historia, con 12 partidos ganados por 1 perdido. Esta ha sido la temporada de su confirmación, consiguiendo además 5 dobles-dobles y terminando el año con 16,2 puntos y 9,3 asistencias.
En sus dos primeros años como profesional participó en ambos en el Rookie Challenge del All-Star Weekend, el partido entre novatos y jugadores de segundo año de la fiesta anual de la NBA.
El 23 de febrero de 2011 fue traspasado a New Jersey Nets a cambio de Devin Harris, Derrick Favors y dos elecciones de primera ronda del draft de 2011.
Tras el anuncio del lockout en la NBA, Deron ficha por el Beşiktaş Cola Turka durante el periodo de inactividad de la liga norteamericana, haciéndose oficial el 16 de julio de 2011.
El 8 de marzo de 2013 batió el récord NBA de triples en una media parte, con nueve triples convertidos.
Pocos días antes confesó que tomó una curiosa dieta: zumos durante tres días para eliminar todas las toxinas de su cuerpo. Además, recibió una ronda de pinchazos de cortisona y de plasma rico en plaquetas. La cortisona es una hormona esteroide (lipídica), de frecuente uso veterinario, considerada dopaje por la Agencia Mundial Antidopaje, pero permitida en la NBA.
El 10 de julio de 2015 se anuncia el contrato de dos años y 10 millones de dólares con los Dallas Mavericks.
Tras ser cortado por los Dallas Mavericks, el 28 de febrero de 2017 ficha por Cleveland Cavaliers.

## Estadísticas de su carrera en la NBA

### Temporada regular
| Año      | Equipo     | PJ  | PT  | MPP  | %TC  | %3P  | %TL  | RPP | APP  | ROB | TPP | PPP  |
| -------- | ---------- | --- | --- | ---- | ---- | ---- | ---- | --- | ---- | --- | --- | ---- |
| 2005-06  | Utah       | 80  | 47  | 28.8 | .421 | .416 | .704 | 2.4 | 4.5  | .8  | .2  | 10.8 |
| 2006-07  | Utah       | 80  | 80  | 36.9 | .456 | .322 | .767 | 3.3 | 9.3  | 1.0 | .2  | 16.2 |
| 2007-08  | Utah       | 82  | 82  | 37.3 | .507 | .395 | .803 | 3.0 | 10.5 | 1.1 | .3  | 18.8 |
| 2008-09  | Utah       | 68  | 68  | 36.8 | .471 | .310 | .849 | 2.9 | 10.7 | 1.1 | .3  | 19.4 |
| 2009-10  | Utah       | 76  | 76  | 36.9 | .469 | .371 | .801 | 4.0 | 10.5 | 1.3 | .2  | 18.7 |
| 2010-11  | Utah       | 53  | 53  | 37.9 | .458 | .345 | .853 | 3.9 | 9.7  | 1.2 | .2  | 21.3 |
| 2010-11  | New Jersey | 12  | 12  | 38.0 | .349 | .271 | .793 | 4.6 | 12.8 | 1.2 | .2  | 15.0 |
| 2011-12  | New Jersey | 55  | 55  | 36.3 | .407 | .336 | .843 | 3.3 | 8.7  | 1.2 | .4  | 21.0 |
| 2012-13  | Brooklyn   | 78  | 78  | 36.4 | .440 | .378 | .859 | 3.0 | 7.7  | 1.0 | .4  | 18.9 |
| 2013-14  | Brooklyn   | 64  | 58  | 32.2 | .450 | .366 | .801 | 2.6 | 6.1  | 1.5 | .2  | 14.3 |
| 2014-15  | Brooklyn   | 68  | 55  | 31.1 | .387 | .386 | .834 | 3.5 | 6.6  | .9  | .3  | 13.0 |
| 2015-16  | Dallas     | 65  | 63  | 32.4 | .414 | .344 | .869 | 2.9 | 5.8  | .9  | .2  | 14.1 |
| 2016-17  | Dallas     | 40  | 40  | 29.3 | .430 | .348 | .821 | 2.6 | 6.9  | .6  | .1  | 13.1 |
| 2016-17  | Cleveland  | 20  | 4   | 20.3 | .463 | .415 | .840 | 1.9 | 3.6  | .3  | .3  | 7.5  |
| Total    | Total      | 845 | 771 | 34.2 | .445 | .357 | .822 | 3.1 | 8.1  | 1.0 | .2  | 16.3 |
| All-Star | All-Star   | 3   | 0   | 21.3 | .552 | .500 | .000 | 2.3 | 5.7  | 2.0 | .7  | 13.0 |

### Playoffs
| Año   | Equipo    | PJ | PT | MPP  | %TC  | %3P  | %TL  | RPP | APP  | ROB | TPP | PPP  |
| ----- | --------- | -- | -- | ---- | ---- | ---- | ---- | --- | ---- | --- | --- | ---- |
| 2007  | Utah      | 17 | 17 | 38.6 | .452 | .333 | .790 | 4.3 | 8.6  | 1.5 | .2  | 19.2 |
| 2008  | Utah      | 12 | 12 | 42.8 | .492 | .500 | .773 | 3.6 | 10.0 | .6  | .3  | 21.6 |
| 2009  | Utah      | 5  | 5  | 42.2 | .414 | .360 | .829 | 3.8 | 10.8 | 1.8 | .4  | 20.2 |
| 2010  | Utah      | 10 | 10 | 39.8 | .450 | .392 | .802 | 2.7 | 10.2 | 1.0 | .4  | 24.3 |
| 2013  | Brooklyn  | 7  | 7  | 41.7 | .425 | .395 | .822 | 3.1 | 8.4  | 1.0 | .6  | 20.6 |
| 2014  | Brooklyn  | 12 | 12 | 35.7 | .395 | .340 | .800 | 3.2 | 5.8  | 1.1 | .2  | 14.5 |
| 2015  | Brooklyn  | 6  | 6  | 32.0 | .391 | .423 | .857 | 6.2 | 5.5  | 1.3 | .0  | 11.8 |
| 2016  | Dallas    | 3  | 3  | 16.3 | .333 | .429 | .000 | .7  | 2.7  | .3  | .0  | 5.0  |
| 2017  | Cleveland | 18 | 0  | 14.6 | .438 | .387 | .909 | 1.3 | 2.1  | .6  | .1  | 4.3  |
| Total | Total     | 90 | 72 | 33.4 | .438 | .393 | .801 | 3.2 | 7.0  | 1.0 | .2  | 15.7 |

## Vida personal
Williams se bautizó como Cristiano en 2010.
Está casado con Amy Young, su novia del instituto, y tienen cuatro hijos.
Apareció en un capítulo de la tercera temporada de la serie de Disney Channel, The Suite Life on Deck, junto con Dwight Howard y Kevin Love.
En 2012, fue portada del videojuego de Xbox 360, NBA Baller Beats. Llegando a participar en la convención E3 promocionado el juego.
Tuvo contratos publicitarios con Nike, Vitaminwater, Red Bull y MetroPCS; la mayoría de ellos adquiridos durante su etapa en los Jazz. Desde que se unió a los Nets, ha protagonizado anuncios de Red Bull y MetroPCS.

### Boxeo
Deron es un ávido boxeador y seguidor de las artes marciales mixtas, ya que ha entrenado durante años ambas modalidades, y además, es copropietario del famoso gimnasio de Dallas, Fortis MMA, donde se prepara junto al técnico Sayif Saud.
El 5 de noviembre de 2021, se anunció que formaría parte de un combate de boxeo de exhibición, como antesala para el combate principal, el Jake Paul vs. Tommy Fury, del 18 de diciembre. El 9 de noviembre se anunció que su oponente sería la exestrella de la NFL, Frank Gore. Ambos debutarán sobre el cuadrilátero en la categoría de 98 kilogramos de peso, en un combate de cuatro asaltos.

## Logros y reconocimientos
Universidad
- 3.er Equipo All-American (2005)

NBA
- Elegido en el mejor quinteto de rookies en 2006.
- 3 veces All-Star de la NBA (2010, 2011 y 2012).
  - 1 vez campeón del Skills Challenge (2008).
  - 2 veces seleccionado para participar en el T-Mobile Rookie Challenge (2006 y 2007).
- 2 veces segundo mejor quinteto de la NBA (2008 y 2010)
- El 8 de marzo de 2013, durante el partido contra los Washington Wizards batió el récord de más triples en una mitad con 9 y al final del partido convirtiendo 11 triples en total.

Honores
- Su dorsal #8 ha sido retirado por el Beşiktaş turco.